# Gadella
Gadella là một chi cá biển trong họ Moridae thuộc bộ cá tuyết. Các loài trong chi này được đặc trưng bởi sự thiếu vắng của phần cằm, vây lưng phía trước có 7-11 tia, vây hậu môn dài có hình dạng thẳng, các tia ngoài cùng của vây chậu là dạng sợi và kéo dài một khoảng nhỏ ngoài màng. Các loài cá tuyết Gadella được tìm thấy xung quanh các vùng biển nhiệt đới và cận nhiệt đới trên khắp thế giới ở thềm lục địa bên ngoài đến sườn dốc giữa lục địa.

## Các loài
Hiện hành các loài sau đây được ghi nhận trong chi này:
- Gadella brocca Paulin & C. D. Roberts, 1997
- Gadella dancoheni Sazonov & Shcherbachev, 2000
- Gadella edelmanni (A. B. Brauer, 1906)
- Gadella filifer (Garman, 1899)
- Gadella imberbis (Vaillant, 1888)
- Gadella jordani (J. E. Böhlke & Mead, 1951)
- Gadella macrura Sazonov & Shcherbachev, 2000
- Gadella maraldi (A. Risso, 1810) (gadella)
- Gadella molokaiensis Paulin, 1989
- Gadella norops Paulin, 1987
- Gadella obscurus (Parin, 1984)
- Gadella svetovidovi Trunov, 1992
- Gadella thysthlon Long & McCosker, 1998